# Alfredo Cornejo
Alfredo Víctor Cornejo Neila (Eugenio Bustos, 20 de marzo de 1962) es un politólogo y político argentino, miembro de la UCR, de Frente Cambia Mendoza (FCM) y Juntos por el Cambio (JxC), anteriormente Cambiemos. Fue senador nacional por la provincia de Mendoza en el período 2021 - 2023 y presidente del Interbloque de JxC en el Senado por el mismo período. Actualmente es el gobernador de la provincia de Mendoza, electo para el período 2023-2027, siendo el primer y único gobernador de su provincia elegido dos veces desde la recuperación de la democracia de 1983.
Anteriormente, fue gobernador de la provincia de Mendoza (2015-2019), diputado nacional (2005-2007 y 2019-2021), intendente del departamento Godoy Cruz (2007-2015), ministro de Gobierno y Justicia de la provincia de Mendoza (2005) y presidente del Comité Nacional de la UCR (2017-2021).

## Biografía
Alfredo Cornejo obtuvo el título de licenciado en Ciencias Políticas y Administración Pública en 1990 en la Universidad Nacional de Cuyo donde militó en la agrupación Franja Morada.

### Inicios en política
En 1999 asumió como secretario de Gobierno del intendente del departamento Godoy Cruz, César Biffi.
En abril de 2002 fue elegido senador provincial por el tercer distrito, en diciembre de 2003 con la victoria del candidato radical a la Gobernación Julio Cobos, asumió como su ministro de Gobierno, y en febrero de 2005, en medio de una crisis de seguridad, se hizo cargo de la cartera de Justicia y Seguridad.
En octubre de 2005, encabezó la lista para diputados nacionales de la Unión Cívica Radical de Mendoza, ingresando junto a la contadora Silvia Lemos, a la Cámara de Diputados de la Nación Argentina. En 2007 renuncia a este cargo para presentarse como candidato a intendente de Godoy Cruz, siendo reemplazado por Jorge Albarracín.

### Intendencia de Godoy Cruz (2007-2015)
En las elecciones de 2007, Alfredo Cornejo fue uno de los impulsores en Mendoza de la Concertación, una alianza política por la cual parte del radicalismo se alió con el Frente para la Victoria que gobernaba a nivel nacional. Con motivo de esta alianza, el radicalismo mendocino apoya la candidatura de Julio Cobos como vicepresidente de Cristina Fernández de Kirchner. Mientras que Cornejo, quien en un principio sonaba para la candidatura a gobernador de la concertación (para la que finalmente fue elegido César Biffi), fue candidato a intendente de Godoy Cruz, resultando electo para el cargo.
Entre las obras públicas realizadas en su gestión se destaca el Parque Estación Benegas y una ciclovía de más de 8 km de extensión construidos en la antigua estación de trenes Benegas.
El 23 de octubre de 2011 Cornejo fue reelecto como intendente de Godoy Cruz con 54.632 votos (47.32%). En 2011 fue elegido presidente de la Unión Cívica Radical de Mendoza.
Durante esta etapa se denunció el avance del poder del narcotráfico en la localidad de Godoy Cruz, donde Cornejo fue intendente en dos oportunidades, y en donde se había desatado una disputa entre bandas por el control del territorio que azota a la localidad que encabezaba la tasa de homicidios de la región cuyanas.

### Primer período como Gobernador de Mendoza (2015-2019)
Cornejo se presentó en primarias del 19 de abril de 2015 para gobernador en Mendoza en alianza con el PRO y las elecciones generales a gobernador de la provincia de Mendoza el 21 de junio de 2015 al vencer a sus contrincantes, Adolfo Bermejo —candidato del Frente para la Victoria— y a Noelia Barbeito —candidata del Frente de Izquierda y de los Trabajadores—. Cornejo obtuvo el 46,33% de los votos, durante su gobernación fue de denunciado tras un informe que exponía los vínculos de Alfredo Cornejo con el negocio minero, según las denuncias cuando la minera Vale abandonó el manejo de la mina Potasio Río Colorado, el gobernador Cornejo diagramó un esquema mediante el cual tres exfuncionarios de su elenco se quedaron y todos sus activos. La empresa dejó en el banco 30 millones de dólares, y más del doble en activos, en total tres funcionarios ligados a Cornejo llegaron a adquirir bienes por un billon de pesos. Durante la gestión de Cornejo el gobierno de Mendoza le adjudicó 19 de los 34 proyectos mineros en la región más rica en cobre del país a exfuncionarios suyos. El 9 de diciembre de 2015 juró como gobernador.
En 2016, el Sindicato Unido de Trabajadores de la Educación (SUTE) de Godoy Cruz denunció que el gobernador fue a «amedrentar» a una directora y que posteriormente mandó inspectores con el mismo objetivo. Además, militantes de partidos opositores a Cornejo denunciaron hostigamiento.
Poco después de asumir intentó ampliar la Corte Suprema provincial, lo que fue calificado[¿quién?] como parte de su embestida de control de la Justicia provincial, intentando ampliar el número de integrantes de la Suprema Corte de siete a nueve jueces.
En 2018 fue denunciado por abuso de autoridad e incumplimiento de deberes de funcionario público tras haber autorizado el fracking en la provincia en tiempo récord y sin evaluación de impacto ambiental. Semanas después se presentó otra denuncia penal contra el gobernador Alfredo Cornejo, su gabinete, el director de la Agencia Nacional de Seguridad Vial, el dirigente de la Coalición Cívica ARI Carlos Alberto Pérez e importantes funcionarios nacionales del Ministerio de Transporte de la Nación por hechos de corrupción en complicidad con empresarios mendocinos, como Antonio Malnis, Fabián Andreu director del Grupo Andreu. Entre otros delitos se lo denunció por fraude a la administración pública, tráfico de influencias, violación de los deberes de funcionario público y asociación ilícita derivadas de conductas ilícitas generalizadas en la gestión de la administración provincial con la participación necesaria de funcionarios nacionales. Según la fiscalía se habían direccionado proyectos de ley, decretos y resoluciones, con la finalidad de generar una “caja recaudadora” para financiar ilegalmente la política oficialista de Cambiemos así como generar cuantíosas riquezas a funcionarios y empresarios, en detrimento económico del Estado provincial. Durante su mandato se denunció la manipulación de la justicia provincial y la Suprema Corte de Justicia de Mendoza para demorar y obstaculizar toda acción legal contraria a negocios de sus funcionarios, con activa complicidad de los organismos de control del Estado. y la utilización de militantes afines para atacar a candidatos opositores.
Una de sus primeras medidas como gobernador para manejar la provincia nombró a tres exministros y correligionarios al frente de la Suprema Corte Provincial, y dispuso de una pauta publicitaria de más de 4800 millones de pesos para los ocho primeros meses del año a medios cercanos. En su primer semana del gobierno con rechazo del PJ y el bloque socialista y el respaldo del PRO, UCR y la Coalición Cívica aprobó la ampliación de la Corte Suprema de Mendoza 

#### Infraestructura vial y caminera
En marzo de 2018 inauguró el túnel Cacheuta - Potrerillos y el tramo final de la ruta 153. La ruta tiene una extensión de 160 kilómetros. Ese mismo año un informe periodístico televisivo reveló las polémicas adjudicaciones del gobierno de Mendoza: de 34 proyectos mineros, 19 fueron para la misma empresa cercana a la familia Cornejo.

#### Energías renovables
En agosto de 2019 Cornejo habilitó el parque solar de 1,5 MW de potencia en el departamento de San Martín.

#### Infraestructura sanitaria
Se realizaron ampliaciones en diferentes hospitales públicos. En 2016,se denunció que el gobernador fue a «amedrentar» a una directora y que mandó inspectores posteriormente en claro gesto de amedrentamiento. Además, militantes de partidos opositores a Cornejo denunciaron hostigamiento. Durante el mandato de Cornejo se elaboró un manual en las escuelas, que según diversos periodistas y analistas se utilizó para adoctrinar niños, presentando la historia reciente del país con una mirada sesgada a favor del gobierno de Mauricio Macri. El manual contenía imágenes del mandatario y lemas partidistas de Cambiemos en el manual escolar. Dicho manual también había sido implementado previamente en las escuelas bonaerenses por el gobierno de María Eugenia Vidal de Cambiemos.
En el Hospital Central de Mendoza se aumentó la superficie a 7.350 m² nuevos (Centro de Guardia, un centro de quirófanos y una guardería). Se invirtieron $500 millones de fondos provenientes netamente del presupuesto provincial y $100 millones para equipamiento de última generación.
El hospital Gral. de San Martín también fue ampliado pasando a tener unos 16.000 metros cuadrados, casi un 20% más de superficie que al inicio de las obras.

#### Reforma judicial
Alfredo Cornejo 
Poco después de asumir intentó ampliar la Corte Suprema provincial, lo que fue calificado como parte de su embestida de control de la Justicia provincial, intentando ampliar el número de integrantes de la Suprema Corte de siete a nueve jueces.En 2018 fue denunciado por abuso de autoridad e incumplimiento de deberes de funcionario público tras haber autorizado el fracking en la provincia, violando una serie de normativas e irregularidades, entre ellas: No se hizo evaluación de impacto ambiental, se autorizó una práctica prohibida en varias partes del planeta se autorizó en tiempo récord.Semanas después se presentó otra denuncia penal contra el gobernador Alfredo Cornejo, su gabinete, el Director de la Agencia Nacional de Seguridad Vial, el dirigente de la Coalición Cívica ARI Carlos Alberto Pérez e importantes funcionarios nacionales del Ministerio de Transporte de la Nación por hechos de corrupción y Violencia Institucional. Entre 2021 y 2013 en Mendoza los robos aumentaron un 10%. Pasando de ser la cuarta provincia con más robos de vehículos a la tercera en el país junto al aumento de Robos Agravados; y Delitos Económicos.
En octubre de 2018 se aprobaron los juicios por jurados para homicidios agravados.

#### Reforma política
En noviembre de 2018, Cornejo promulgó una enmienda que limitó la reelección indefinida de los intendentes en la provincia de Mendoza.

#### Gabinete
| Gabinete provincial de Alfredo Cornejo (2015-2019)      | Gabinete provincial de Alfredo Cornejo (2015-2019) | Gabinete provincial de Alfredo Cornejo (2015-2019)                   |
| Cartera                                                 | Titular                                            | Período                                                              |
| ------------------------------------------------------- | -------------------------------------------------- | -------------------------------------------------------------------- |
| Ministerio de Gobierno, Justicia y Trabajo              | Dalmiro Garay                                      | 10 de diciembre de 2015–26 de julio de 2018                          |
| Ministerio de Gobierno, Justicia y Trabajo              | Lisandro Nieri                                     | 26 de julio de 2018- 10 de diciembre de 2019                         |
| Ministerio de Seguridad                                 | Gianni Venier                                      | 10 de diciembre de 2015- 10 de diciembre de 2019                     |
| Ministerio de Salud, Desarrollo Social y Deportes       | Ruben Giacchi                                      | 10 de diciembre de 2015-15 de enero de 2017 (renuncia)               |
| Ministerio de Salud, Desarrollo Social y Deportes       | Claudia Najul                                      | 21 de enero de 2017-diciembre de 2017 (asume como diputada nacional) |
| Ministerio de Salud, Desarrollo Social y Deportes       | Elisabeth Crescitelli                              | 7 de diciembre de 2017-10 de diciembre de 2019                       |
| Ministerio de Economía, Infraestructura y Energía       | Enrique Vaquie                                     | 10 de diciembre de 2015–26 de julio de 2018                          |
| Ministerio de Economía, Infraestructura y Energía       | Martín Kerchner                                    | 26 de julio de 2018- 10 de diciembre de 2019                         |
| Ministerio de Hacienda                                  | Martín Kerchner                                    | 10 de diciembre de 2015 – marzo de 2017                              |
| Ministerio de Hacienda                                  | Lisandro Nieri                                     | marzo de 2017–26 de julio de 2018                                    |
| Ministerio de Hacienda                                  | Maria Paula Allasino                               | 26 de julio de 2018- 10 de diciembre de 2019                         |
| Secretarías del Gobierno de Alfredo Cornejo             |                                                    |                                                                      |
| Cartera                                                 | Titular                                            | Período                                                              |
| Secretaría de Cultura                                   | Diego Gareca                                       | 10 de diciembre de 2015-10 de diciembre de 2019                      |
| Secretaría de Servicios Públicos                        | Sergio Marinelli                                   | 10 de diciembre de 2015-10 de diciembre de 2019                      |
| Secretaría de Medio Ambiente y Ordenamiento Territorial | Humberto Mingorance                                | 10 de diciembre de 2015-10 de diciembre de 2019                      |

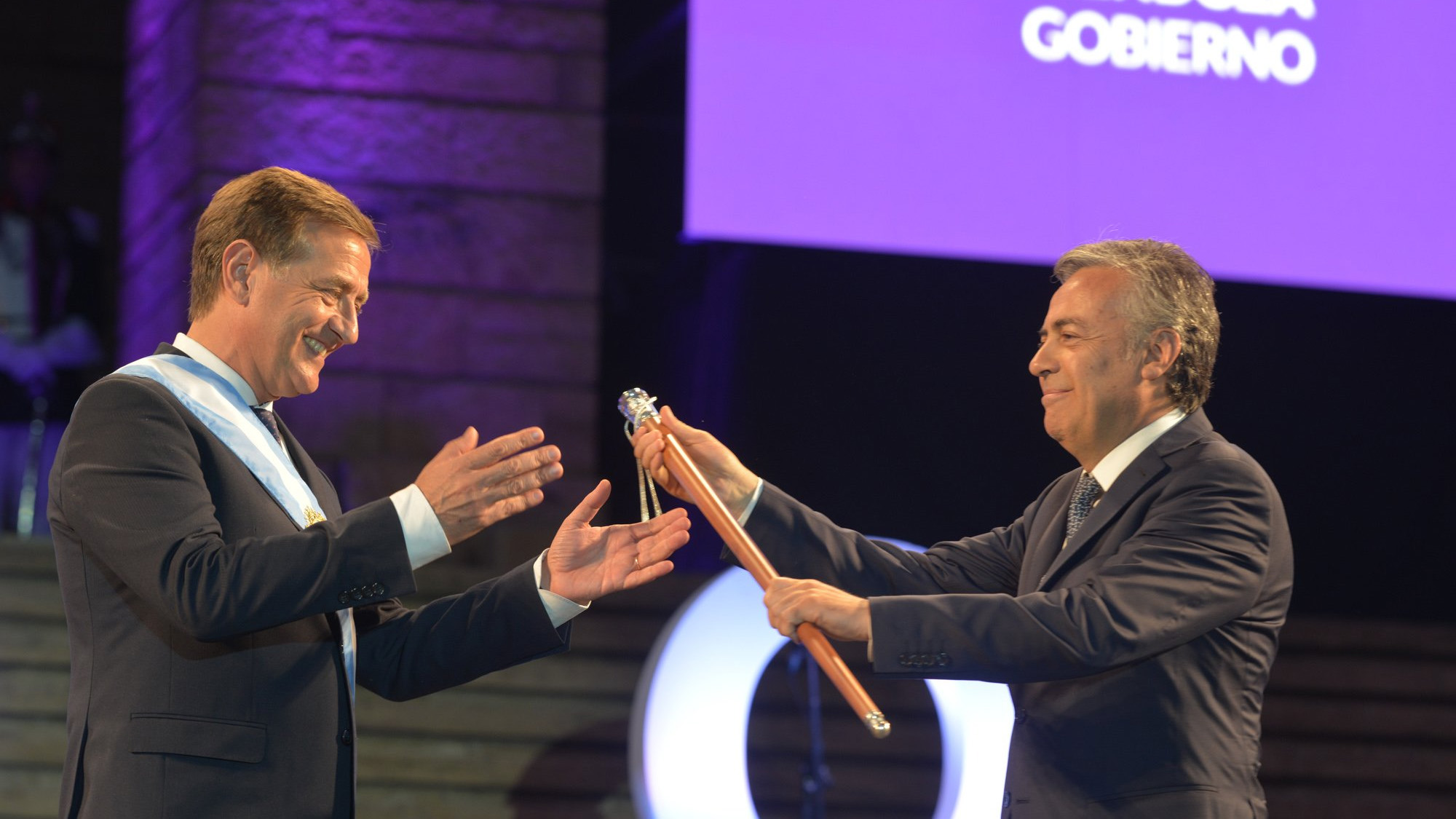
Cornejo entregando el mando a Rodolfo Suárez, su sucesor como gobernador de Mendoza, 10 de diciembre de 2019.

El 9 de diciembre de 2019 llevó a cabo el traspaso de mando al gobernador electo Rodolfo Suárez que entraría en sus funciones al día siguiente. Suárez mencionó en ese acto que continuaría con las políticas que Cornejo aplicó en su gestión.

### Presidente del Comité Nacional de la UCR (2017-2021)
En diciembre de 2017 el radicalismo renovaba sus autoridades y también elegir al sucesor del santafecino José Manuel Corral en la presidencia de la UCR. El mendocino surgió como prenda de unidad ante la resistencia a la postulación del tucumano José Cano de parte de los radicales más lejanos al macrismo. El veto de Enrique "Coti" Nosiglia fue señalado como decisivo para frustrar las aspiraciones de Cano. El resto de la presidencia del comité estaría integrado por Gerardo Morales (Jujuy) como vicepresidente primero, Federico Storani (Buenos Aires) como vicepresidente segundo y Ricardo Colombi (Corrientes) como vicepresidente tercero. La secretaría general la ocuparía José Cano.
Durante la Convención Nacional de la Unión Cívica Radical en Parque Norte el 27 de mayo de 2019, se acordó por amplia mayoría el documento acordado entre los principales sectores internos, que ratifica la pertenencia de la UCR a Cambiemos -con el PRO y la Coalición Cívica (CC)- y dispone la constitución de una comisión de Acción Política, que tendrá un amplio poder de negociación con los socios partidarios. Criticó al gobierno de Mauricio Macri y pidió que la coalición se ampliara para lograr los objetivos y mencionó que el radicalismo no debe callarse: "El presidente Macri debe entender que hay que ser tolerante con las diferencias y que debemos dialogar más y respetar al radicalismo, no solo porque contribuyó con su triunfo sino porque tenemos ideas sensatas".
El 16 de diciembre de 2019 se confirmó que Cornejo continuaría como presidente del comité nacional para el periodo 2019–2021 acompañado por la diputada provincial Alejandra Lorden (Buenos Aires) como vicepresidenta primera, Angel Rozas (Chaco) como vicepresidente segundo y la diputada nacional Soledad Carrizo (Córdoba) como vicepresidenta tercera. La secretaría general será ocupada por el exvicepresidente primero, Gerardo Morales (Jujuy). En 2021 fue reemplazado en el cargo por Morales.
Cornejo es uno de los principales líderes políticos en promover la independencia de Mendoza de la República Argentina, argumentando que la provincia reúne las condiciones para ser un país independiente en el futuro.

### Senador Nacional (2021-2023)
En las Elecciones legislativas de Argentina de 2021 Cornejo es electo Senador nacional junto a Juri por la alianza Frente Cambia Mendoza logrando tomar el lugar que Julio Cobos estuvo por 6 años, jurando su cargo el día 9 de diciembre y entrando en funciones al día siguiente y siendo elegido presidente del interbloque Juntos por el Cambio en el senado. Su cargo anterior de vicepresidente tercero de la cámara de diputados nacionales sería ocupado por Julio Cobos quien fue electo diputado nacional.
Ha demostrado su apoyo al diputado nacional Facundo Manes al defenderlo de ataques de dirigentes del PRO y radicales por sus dichos contra el expresidente Mauricio Macri al decir que Gerardo Morales y Elisa Carrió también dijeron cosas pero a ellos no les han dicho nada.

### Segundo período como Gobernador de Mendoza (2023-actualidad)
El 11 de junio de 2023 en las primarias de las Elecciones provinciales de Mendoza de 2023 del Frente Cambia Mendoza, Cornejo acompañado por Hebe Casado (PRO) vence a La fórmula Luis Petri - Patricia Giménez por 26,7% a 17,4% para gobernador de la provincia, de esta manera la fórmula Cornejo-Casado representó a la Coalición en las generales. El 24 de septiembre fue elegido nuevamente como gobernador de la Provincia de Mendoza con el 39,51% de los votos venciendo a Omar De Marchi de La Unión Mendocina. El 9 de diciembre, Cornejo asumió como gobernador de Mendoza para el periodo 2023-2027.

#### Gabinete de Ministros del segundo gobierno de Cornejo
| Ministerio                                                      | Titular              | Período                 | Período     | Afiliación | Afiliación | Des. |
| Ministerio                                                      | Titular              | Inicio                  | Final       | Afiliación | Afiliación | Des. |
| --------------------------------------------------------------- | -------------------- | ----------------------- | ----------- | ---------- | ---------- | ---- |
| Ministero de Gobierno, Infraestructura y Desarrollo Territorial | Natalio Mema         | 10 de diciembre de 2023 | En el Cargo |            | UCR        |      |
| Ministerio de Educación, Cultura, Infancias y DGE               | Tadeo García Zalazar | 10 de diciembre de 2023 | En el Cargo |            | UCR        |      |
| Ministerio de Energía y Ambiente                                | Jimena Latorre       | 10 de diciembre de 2023 | En el Cargo |            | UCR        |      |
| Ministerio de Producción                                        | Rodolfo Vargas Arizu | 10 de diciembre de 2023 | En el Cargo |            | PL         |      |
| Ministerio de Seguridad y Justicia                              | Mercedes Rus         | 10 de diciembre de 2023 | En el Cargo |            | UCR        |      |
| Ministerio de Hacienda y Finanzas                               | Víctor Fayad         | 10 de diciembre de 2023 | En el Cargo |            | UCR        |      |
| Ministerio de Promendoza                                        | Patricia Giménez     | 10 de diciembre de 2023 | En el Cargo |            | UCR        |      |
| Ministerio Emetur                                               | Gabriela Testa       | 10 de diciembre de 2023 | En el Cargo |            | UCR        |      |

## Distinciones
En octubre de 2017 fue condecorado por el Gobierno de Brasil con la Orden de Río Branco en reconocimiento a la fomentación de los lazos bilaterales entre ambas regiones.
En marzo de 2018 el Gobierno de Chile le otorgó la condecoración Orden de Bernardo O'Higgins en el grado de Gran Oficial en reconocimiento a la colaboración en la integración de Argentina y Chile.
En el mismo año la Fundación Konex le otorgó un Premio Konex – Diploma al Mérito como uno de los Administradores Públicos más importantes de la última década en la Argentina.